# Júlia Movsesjan
Júlia Movsesjan est une joueuse d'échecs russe puis slovaque et tchèque née Ioulia Kotchekova (transcription en slovaque : Júlia Kočetkovová) le 26 novembre 1981 à Kopeïsk en Union Soviétique. Elle a le titre de grand maître international féminin depuis 2006.
Au 1er janvier 2021, elle était la première joueuse slovaque avec un classement Elo de 2 342 points.

Née en Russie dans l'Union Soviétique, Júlia Movsesjan représente la Slovaquie depuis 2010.
Júlia Movsesjan a remporté le championnat de Slovaquie en 2011 et 2012. Elle a ensuite remporté le Championnat de Tchéquie d'échecs en 2023 et 2024.

## Compétitions par équipe
Elle a participé à trois olympiades avec la Slovaquie (en 2010, 2012 et 2014), occupant à chaque fois le troisième échiquier de la Slovaquie.
À la Mitropa Cup, elle remporta la médaille d'or par équipe avec la Slovaquie en 2013 (elle jouait au deuxième échiquier) et la médaille de bronze par équipe en 2015 (elle jouait au premier échiquier).
Elle joue au premier échiquier de l'équipe tchèque aux olympiades de 2022 et 2024.